# Letterhamer

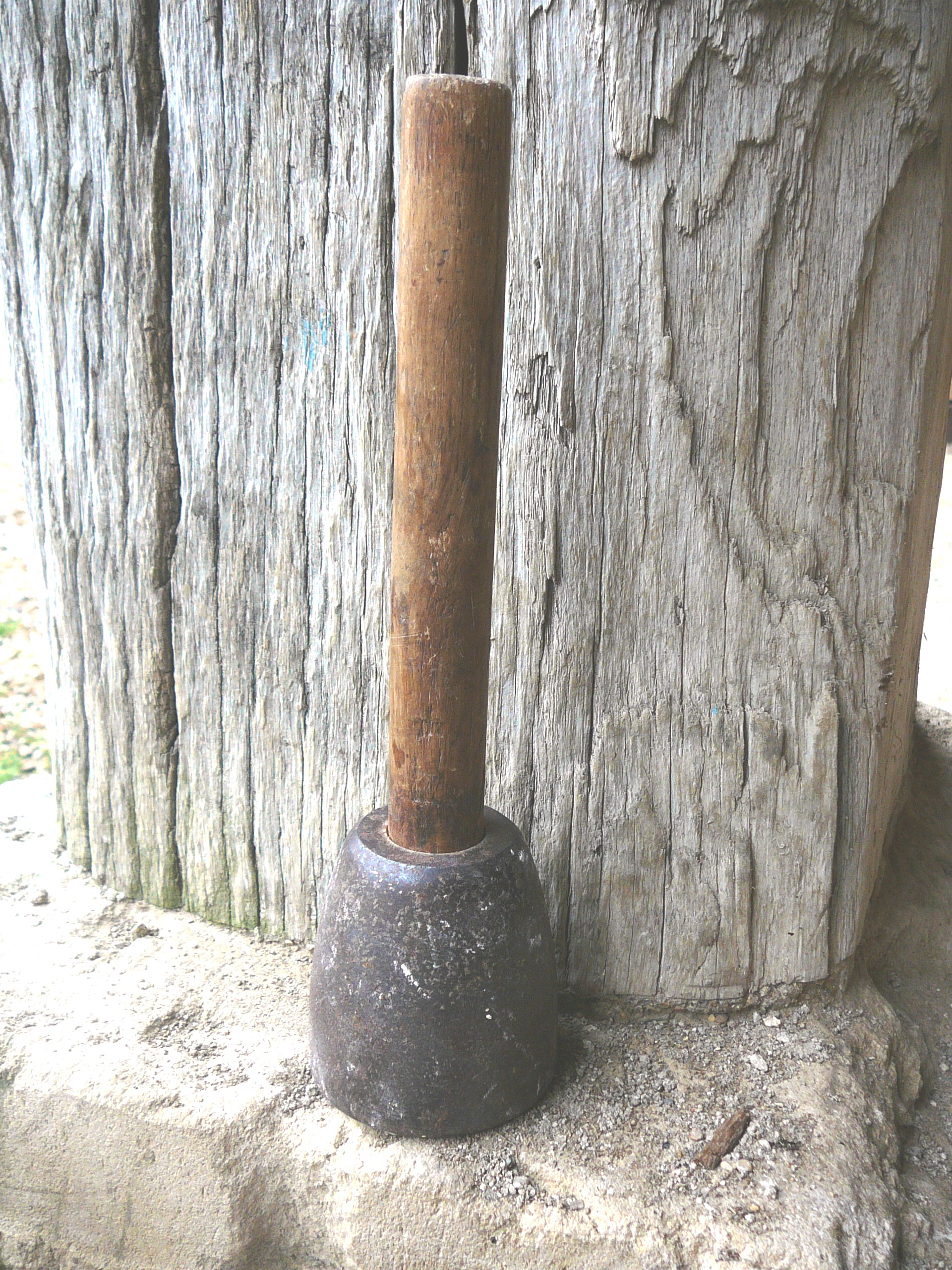
een letterhamer van Portugees model

Een letterhamer is een soort hamer van zo'n 500 tot 1000 gram, die wordt gebruikt bij het letterhakken in steen en om fijn beeldhouw- of steenhouwwerk te verrichten. Een letterhamer wordt altijd gebruikt in combinatie met een letterbeitel, al dan niet met Widia snijvlak.
Deze hamers zijn er in verschillende modellen:
- met ronde kop als op de foto, het zogenaamde Portugese model.
- met een rechthoekige kop.
- met een vierkante kop.

Letterhamers zijn verkrijgbaar met een kop van bijvoorbeeld staal of weekijzer.  Het voordeel van weekijzeren hamers, die vrij snel vervormen, is een goede grip op de beitel, waar een stalen hamer eerder afketst. Daardoor wordt bij licht hakwerk vaak gewerkt met weekijzer, dat het makkelijker maakt om de beitel te sturen en beheerst te slaan. Voor hardere slagen zijn er hamers met een stalen kop.